# 東レンネル
東レンネルはソロモン諸島のレンネル島の一部で、ユネスコの世界遺産リスト（自然遺産）に登録された。

## 概要
元は環礁であったレンネル島はソロモン諸島の中でも一番南に位置する島で、総面積は87,500 haとなる世界でもっとも大きな珊瑚島である。ユネスコでは島の南部の約1/3の陸上および島から3海里以内の海域を含む370 km2を保護の対象としている。
元ラグーンのテガノ湖は島の面積の約2割の15,500 haを占める南太平洋最大の湖（汽水湖）で、湖中に石灰岩の島が多く、固有種のウミヘビおよび多くの固有種の珪藻と藻類が生息している。その所有権は政府ではなく周辺住民のものであるとされている。
またこの地域は、年間4,000 mm以上の降水量があるため、ほとんど濃霧に覆われている。島にカルスト地形が発達しており、ほとんどは熱帯密林の原生林に覆われる。唯一の固有種のコウモリであるレンネルオオコウモリや4種9亜種の鳥類、7種のマイマイなど固有種の動物が数多く生息している。また植物相も10種の固有種のラン科やタコノキ属の植物が自生している。
レンネル島にはソロモン諸島の他の島々に出現した外来種のネズミやカタツムリは存在しないが、気候変動による海面上昇はテガノ湖の水位と塩分濃度に影響を及ぼし、その周辺に生える植物、特にタロイモとココナッツの成長に悪影響を与える。

## 登録基準
この世界遺産は世界遺産登録基準のうち、以下の条件を満たし、登録された（以下の基準は世界遺産センター公表の登録基準からの翻訳、引用である）。
- (9) 陸上、淡水、沿岸および海洋生態系と動植物群集の進化と発達において進行しつつある重要な生態学的、生物学的プロセスを示す顕著な見本であるもの。

## 危機遺産
2013年に森林伐採などを理由として、危機にさらされている世界遺産（危機遺産）リストに登録された。なお、世界遺産登録に当たっては、保護法制の不備が指摘されていたが、当時のユネスコ事務局長松浦晃一郎は伝統的な枠組みで十分としてとりなして登録に至ったという経緯があった。